# Hexarthra mira
Hexarthra mira ist eine Art aus der Gattung Hexarthra aus dem Stamm der Rädertierchen (Rotatoria). Die Art hieß zunächst Pedalion mira.

## Beschreibung
Die Tiere werden 160–210 µm groß, gut ernährte Riesenexemplare erreichen bis zu 400 µm. Sie sind fußlos und auf dem Rumpf befinden sich sechs unterschiedlich lange Ruderanhänge mit fächerförmig gestellten Fiederborsten. Auf dem Hinterende befinden sich zwei bewimperte Fortsätze. Die Tiere verfügen über zwei Linsenaugen.

## Verbreitung
Die Art ist im Sommer und Herbst planktisch in Seen und Teichen zu finden.